# خط طول 45° غرب
خط طول 45° غرب هو أحد خطوط الطول الجغرافية، والتي تمتد من القطب الشمالي الجغرافي إلى القطب الجنوبي الجغرافي، وحسب التحويل الزمني يتأخر خط طول 45° غرب عن خط غرينتش بـ3 ساعات و0 دقائق.

## من القطب إلى القطب
ينطلق خط طول 45° غرب من القطب الشمالي نحو القطب الجنوبي مرورا بالمناطق التي ترد في الجدول التالي:
| الإحداثيات                         | البلد أو الإقليم أو البحر   | ملاحظات |
| ---------------------------------- | --------------------------- | --- |
| 90°0′N 45°0′W / 90.000°N 45.000°W  | المحيط المتجمد الشمالي      | |
| 83°41′N 45°0′W / 83.683°N 45.000°W | بحر لنكولن                  | |
| 83°8′N 45°0′W / 83.133°N 45.000°W  | جرينلاند                    | |
| 82°51′N 45°0′W / 82.850°N 45.000°W | مضيق جيه بي كوخ [لغات أخرى]‏ | |
| 82°46′N 45°0′W / 82.767°N 45.000°W | جرينلاند                    | |
| 82°36′N 45°0′W / 82.600°N 45.000°W | Nordenskiöld Fjord          | |
| 82°31′N 45°0′W / 82.517°N 45.000°W | جرينلاند                    | Island of جزيرة ناريس [لغات أخرى]‏ |
| 82°3′N 45°0′W / 82.050°N 45.000°W  | Victoria Fjord              | |
| 81°46′N 45°0′W / 81.767°N 45.000°W | جرينلاند                    | |
| 60°5′N 45°0′W / 60.083°N 45.000°W  | المحيط الأطلسي              | |
| 1°17′S 45°0′W / 1.283°S 45.000°W   | البرازيل                    | مارانهاو — Mirinzal Island |
| 1°24′S 45°0′W / 1.400°S 45.000°W   | المحيط الأطلسي              | |
| 1°30′S 45°0′W / 1.500°S 45.000°W   | البرازيل                    | مارانهاو بياوي — from 7°29′S 45°0′W / 7.483°S 45.000°W باهيا — from 10°54′S 45°0′W / 10.900°S 45.000°W ميناس جرايس — from 14°40′S 45°0′W / 14.667°S 45.000°W ساو باولو (ولاية) — from 22°27′S 45°0′W / 22.450°S 45.000°W |
| 23°24′S 45°0′W / 23.400°S 45.000°W | المحيط الأطلسي              | |
| 60°0′S 45°0′W / 60.000°S 45.000°W  | المحيط الجنوبي              | |
| 60°40′S 45°0′W / 60.667°S 45.000°W | جزر أوركني الجنوبية         | Powell Island — المطالب الإقليمية بالقارة القطبية الجنوبية by both الأرجنتين (محافظة تييرا ديل فويغو) and المملكة المتحدة (المقاطعة البريطانية بالقارة القطبية الجنوبية)                                                 |
| 60°43′S 45°0′W / 60.717°S 45.000°W | المحيط الجنوبي              | |
| 78°15′S 45°0′W / 78.250°S 45.000°W | القارة القطبية الجنوبية     | المطالب الإقليمية بالقارة القطبية الجنوبية by both الأرجنتين (المقاطعة الأرجنتينية بالقارة القطبية الجنوبية) and المملكة المتحدة (المقاطعة البريطانية بالقارة القطبية الجنوبية)                                          |